# Vedkosten
Der Vedkosten (norwegisch für Besenstiel) ist ein 2285 m hoher und unvereister Berg im ostantarktischen Königin-Maud-Land. Im Mühlig-Hofmann-Gebirge ragt er 1,5 km südöstlich des Hoggestabben auf.
Norwegische Kartographen, die ihn auch deskriptiv benannten, kartierten ihn anhand von Vermessungen und Luftaufnahmen der Dritten Norwegischen Antarktisexpedition (1956–1960).